# Katherina Hane
Katherina Hane, auch bekannt als Katharina Hanen oder Katherina Hanen († 1444 in Hamburg) war eine deutsche Frau, die aufgrund des Vorwurfs der Schadenszauberei hingerichtet wurde.

## Leben
Katherina Hane war die erste Frau, von der urkundlich belegt ist, dass sie aufgrund des Vorwurfs der „Zauberei“ in Hamburg hingerichtet wurde. Dieser Straftatbestand war bereits im „Ordelbok“ von 1270, das das älteste Stadtrecht Hamburgs enthielt, aufgeführt. Auch die Ordelböker von 1301 und 1349 enthielten diesen Passus. Wörtlich wurde Katherina Hane als „Incantatrix“ (Zauberin) bezeichnet und im Jahr 1444 verbrannt. Dieser Zeitpunkt ist auffallend früh in der Geschichte der Verfolgung von Zauberinnen in Norddeutschland.
In den städtischen Kämmereirechnungen ist vermerkt, dass für 1 Pfund und 19 Schillinge Holz und Pech gekauft wurden. Der städtische Büttel Johannes Prangen bekam 3 Pfund und 4 Schillinge für den Gefängnisaufenthalt Katherina Hanes und schließlich 8 Schillinge für ihre Verbrennung. Außerdem erhielt der „Cloacarius“ Henning 12 Schillinge für die Reinigung der Büttelei.
Die Büttelei, die auch Frohnerei genannt wurde, war das mittelalterliche Stadtgefängnis. Es handelte sich um ein einstöckiges Steinhaus, in dessen Keller sich eine Folterkammer befand. Die Gefangenen wurden angekettet und sich weitgehend selbst überlassen. Außerdem diente die Büttelei dem städtischen Büttel als Wohnhaus. Es befand sich am zentralen Platz Berg, südwestlich dem Portal der Kirche Sankt Petri. (Heute existiert der Platz nicht mehr, lediglich der Name der Bergstraße erinnert noch daran.) Auf dem Berg befand sich zu dieser Zeit auch der städtische Richtplatz. Ob aber auch ein Scheiterhaufen innerhalb der mittelalterlichen Stadtmauern entzündet wurde, erscheint fraglich. Der Ort der Hinrichtung der Katherina Hane bleibt letztlich unbekannt.

## Gedenken
2015 wurde im Hamburg Dungeon die Show „Verbrennt die Hexe“ gezeigt, in der Katherina Hane die Hauptrolle einnahm.
Am 7. Juni 2015 weihte der Verein Garten der Frauen im Beisein der Zweiten Bürgermeisterin von Hamburg, Katharina Fegebank, einen Erinnerungsstein auf dem Ohlsdorfer Friedhof für alle jene Frauen ein, die in Hamburg Opfer der frühneuzeitlichen Hexenverfolgung wurden.
Am 17. Dezember 2020 beschloss der Senat der Freien und Hansestadt Hamburg, dass eine Straße in Rissen den Namen Katherina-Hanen-Weg tragen wird. Dem vorausgegangen war eine Online-Petition, in der ein entsprechendes Gedenken eingefordert wurde.